# Championnats du monde de tir à l'arc 1946
Navigation
Édition précédente Édition suivante
Les championnats du monde de tir à l'arc 1946 sont une compétition sportive de tir à l'arc organisée en 1946 à Stockholm, en Suède. Il s'agit de la dixième édition des championnats du monde de tir à l'arc.

## Palmarès
| Épreuves           | Or                                                                 | Argent                                             | Bronze                                      |
| ------------------ | ------------------------------------------------------------------ | -------------------------------------------------- | ------------------------------------------- |
| Individuel Hommes  | Einar Tang-Holbeck (DEN)                                           | Hans Deutgen (SWE)                                 | Ove Hansen (DEN)                            |
| Par équipes Hommes | Danemark Einar Tang-Holbeck Ove Hansen Sined                       | Tchécoslovaquie Frantisek Hadas Karola Votka Kasal | France Roger Béday Bachelier Pierre Felbacq |
| Individuel Femmes  | Petronella de Wharton-Burr (GBR)                                   | Julia Stranne (SWE)                                | Louise Nettleton (GBR)                      |
| Par équipes Femmes | Grande-Bretagne Petronella de Wharton-Burr Louise Nettleton Bilson | Suède Julia Stranne Kjellson Waidenstrom           | Non attribuée                               |